# Dornier Do 22
El Dornier Do 22 era un hidroavión, desarrollado en los años treinta. Podía ser operado en funciones de reconocimiento costero, bombardeo y torpedeo. A pesar de su buen desempeño, fue construido solo en pequeñas cantidades y exclusivamente para el mercado de exportación. El tipo fue operado durante la Segunda Guerra Mundial por las fuerzas aéreas de Finlandia, Grecia y Yugoslavia. 

## Diseño y desarrollo

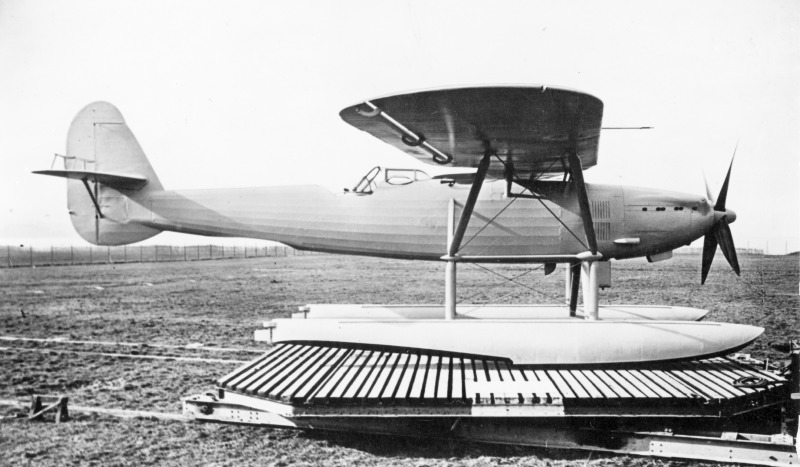
Prototipo Do C3 (Do 22 V1)

Originalmente designado por la compañía Do C3, el avión fue diseñado a finales de 1932 conjuntamente por Dornier Flugzeugwerke de Manzell-Friedrichshafen y la fábrica suiza adjunta Dornier Werke Altenrhein AG como desarrollo del modelo anterior Do C-2 que obtuvo un buen éxito comercial y, basándose en él y en el Dornier D, una versión muy revisada del Dornier Merkur de hidroavión bombardero - torpedero adquirido por el servicio aéreo naval yugoslavo; se responsabilizó del desarrollo de un nuevo hidroavión militar monomotor triplaza. Posteriormente, en 1933, fue designado Do 22 siguiendo la nueva estandarización impuesta por el Reichsluftfahrtministerium (RLM), y del que se construyeron dos prototipos. El prototipo con el Werknummer 259 (número de obra 259) se completó en octubre de 1933. Al año siguiente, el 22 de noviembre, fue probado por pilotos  del Erprobungsstelle See  en Travemünde para determinar su idoneidad como sucesor del Heinkel He 60 , pero fue rechazado. Por lo tanto, el RLM autorizó la exportación del Do 22K - La letra K añadida al número de identificación del avión, era el código alemán para las versiones de exportación -. El prototipo se presentó públicamente en mayo de 1936 en la Exposición Internacional de Aviación de Estocolmo y fue adquirido por la delegación yugoslava.
El primer modelo de producción, conocido como Do 22/W por estar equipado con flotadores, no voló hasta el 15 de julio de 1938 desde la fábrica de Dornier en Friedrichshafen, Alemania, aunque incorporó piezas fabricadas en Suiza. Aunque la Luftwaffe no estaba interesada en el avión y no cursó ningún pedido, se vendieron ejemplares a Yugoslavia (entregados en 1938), Grecia (1938-1939) y Letonia. En marzo de 1939, un prototipo con tren de aterrizaje fijo carenado (Do 22L) se completó y se probó, pero no entró en producción.

## Diseño
El Dornier Do 22 era un hidroavión monoplano monomotor, de ala alta (parasol) de construcción mixta. La estructura de soporte del fuselaje era una celosía de acero recubierta con lona impregnada, excepto la sección delantera del fuselaje, de recubrimiento metálico. El aparato, acomodaba a tres tripulantes; en la cabina posterior había espacio para un artillero y un observador/operador de radio, cuyo puesto en la sección media estaba protegido por una cubierta de cristal. El ala era de construcción metálica cubierta con lona. De forma rectangular con extremos redondeados, se apoyaban en dos estribos metálicos cada uno, que se unen a la estructura metálica que conecta los flotadores fabricados en duraluminio con el fuselaje. La aeronave estaba propulsada por un motor Hispano-Suiza 12Ydrs con una potencia de 860 hp y una hélice metálica tripala.
El armamento consistía en tres ametralladoras MG 15 , a proa encima del motor, en un túnel ventral y a popa en un montaje rotatorio Drehkranz D30 (similar al anillo Scarff ) en la cabina trasera, más un torpedo de 800 kg o 4 bombas de 50 kg. o una carga de profundidad Flugzeuge Wasserbomben (FWB).

## Grecia - Do 22Kg
El Dornier Do 22Kg sufrió una serie de cambios con respecto a su diseño alemán original. El modelo griego, estaba equipado con tres ametralladoras Browning-FN cal. 7,92 mm y un motor V12 refrigerado por líquido Hispano-Suiza 12Y-21 de 910 hp; podía llevar un torpedo de 800 kg, cuatro bombas de 45 kg o una sola bomba de 227 kg.
Los doce Do 22Kg griegos fueron entregados entre 1938-39, y asignados al 12.º Escuadrón de Cooperación Naval que contaba con diez unidades en el momento del ataque de las fuerzas del Eje; se utilizaron como escoltas de convoyes navales, patrullas antisubmarinas y misiones de reconocimiento naval, incluida la búsqueda de campos de minas enemigos. Debido a la falta de aviones modernos de cooperación en el ejército, se instaló un sistema de tren de aterrizaje estándar a ocho de ellos y fueron asignados al 2º Mira (escuadrón) de observación en la primavera de 1941.También se esperaba que fueran utilizados para misiones de bombardeo nocturno contra las fuerzas italianas en Tepelenë , pero solo se llevó a cabo una única misión. La mayoría de los aviones fueron destruidos por un ataque aéreo, pero un hidro escapó a Egipto, donde sirvió bajo mando británico durante un breve período junto con hidroaviones yugoslavos del mismo tipo.

## Reino de Yugoslavia - Do 22Kj

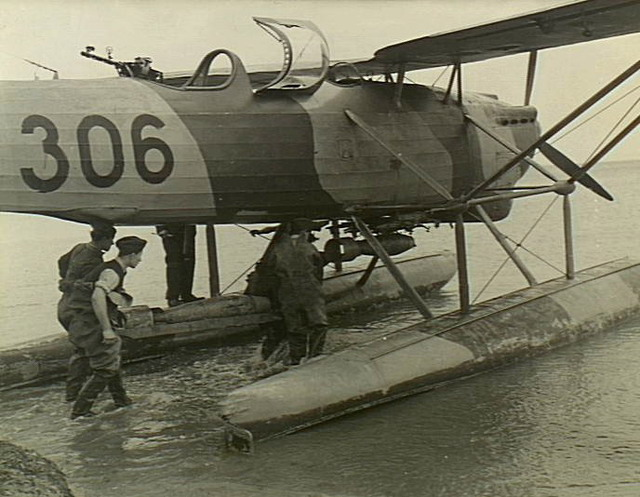
Armeros de uno de los Do 22Kj del 2º Escuadrón yugoslavo que operaba en el Norte de África, 19 de febrero de 1942

En 1935, el Servicio Aéreo naval del Reino de Yugoslavia adquirió uno de los prototipos del Do 22 (Do C3) con motor Hispano-Suiza 12Ydrs de 860 hp. Este avión marcado con el número 301, voló de 1935 a 1941 y, a diferencia de la versión hidroavión anteriormente adquirida Dornier Do D, demostró muy buenas cualidades. En base a ello, durante 1937 se contrató la entrega de doce Do 22Kj de serie, con motores Hispano-Suiza 12Y-21 de 910 hp, que se entregaron a finales de 1938 y 1939. Estos hidroaviones lograron evadir su captura o destrucción al huir a Egipto, donde formaron el 2.º Escuadrón Yugoslavo; con base en Abukir , volaron durante un año, patrullando el Mediterráneo bajo control británico hasta que la falta de piezas de repuesto dejaron los aviones inutilizables. Los italianos se apoderaron de las tres unidades restantes y las entregaron a los alemanes, quienes los vendieron a Finlandia. 

## Finlandia

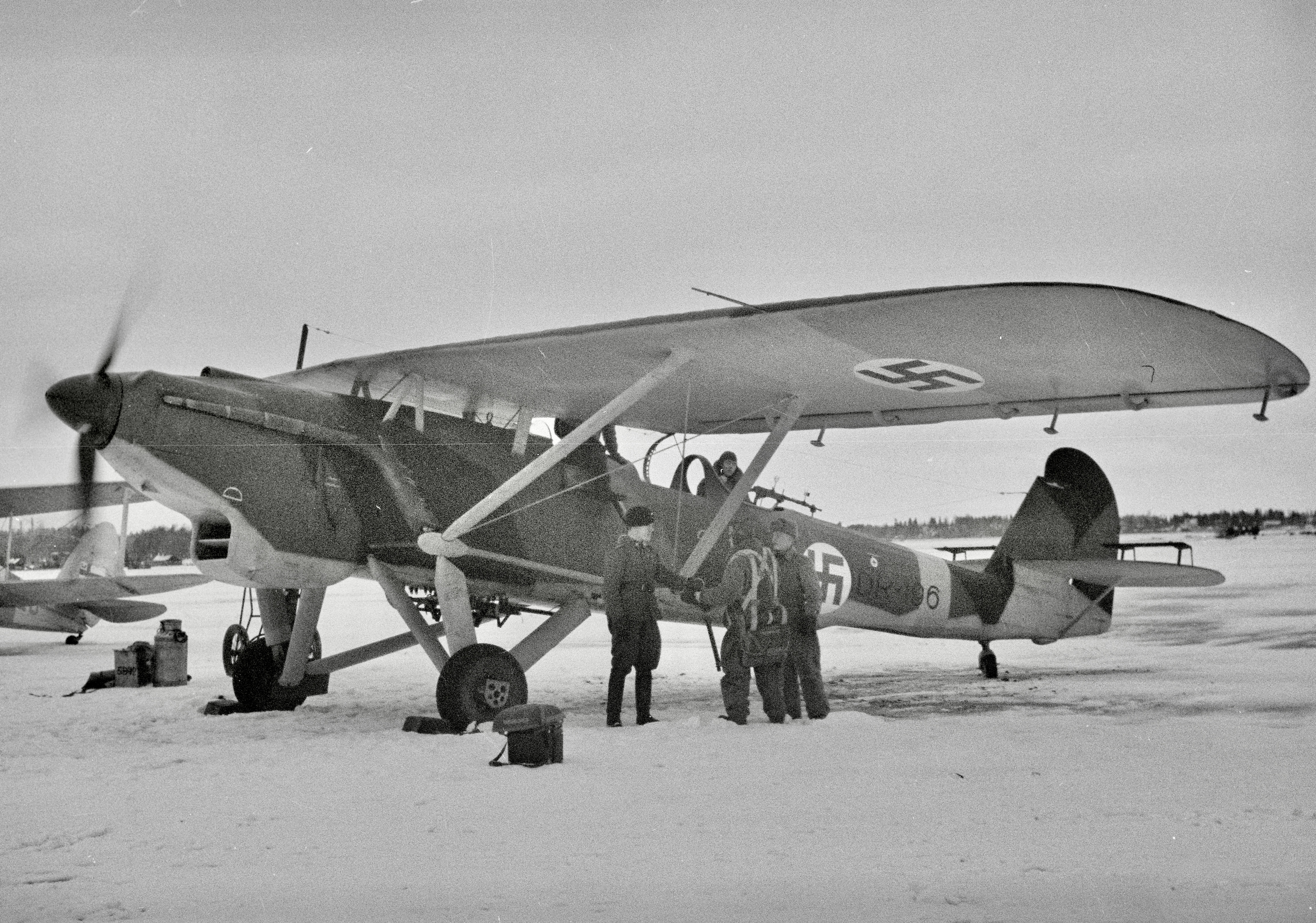
Dornier Do 22 finlandés, Helsinki-Malmi enero de 1944

Los cuatro aviones solicitados por Letonia no se habían entregado cuando la Unión Soviética ocupó el país en 1940, y fueron retenidos en la fabrica. En septiembre de 1941 fueron vendidos a través de un intermediario sueco y trasladados a Finlandia; utilizados con tren de aterrizaje terrestre, flotadores o esquís se usaron para patrullas antisubmarinas y observación durante la Guerra de Continuación . Dos se perdieron durante la guerra y los dos sobrevivientes fueron retirados del servicio operacional en 1944 y finalmente fueron desguazados en 1952.

## Versiones
Do C3
Prototipos del C3 (Do 22) (2)
Do 22Kg
Versión de exportación para Grecia (12)
Do 22Kj
Versión de exportación para Yugoslavia (12)
Do 22Kl
Versión de solicitada por Letonia (4). No entregados y vendidos a Finlandia
Do 22L
Único ejemplar equipado con un tren de aterrizaje fijo carenado, que voló en marzo de 1939

## Operadores
Finlandia
 Suomen ilmavoimat
 Grecia
Ellinikí Vasilikí Aeroporía
 Yugoslavia
 Aviación naval

## Especificaciones técnicas
Referencia datos: Heinz, J. Nowarra. Die Deutsche Luftrüstung 1933-1945, Band 1 Bernard & Graeffe Verlag, 1993 ISBN 3-7637-5464-4

### Características generales
- Longitud: 13,12 m
- Envergadura: 16,20 m
- Altura: 4,85 m
- Superficie alar: 45,00 m²
- Peso vacío: 2547 kg
- Peso máximo al despegue: 4000 kg
- Planta motriz:  Lineal V12 refrigerado por agua Hispano-Suiza 12Ydrs.
  - Potencia: 860 kW (1186 HP; 1169 CV) cada uno.
- Hélices: Tripala de paso variable VDM

### Rendimiento
- Velocidad nunca excedida (Vne): 347 km/h a 4000 m
- Velocidad crucero (Vc): 298 km/h
- Alcance: 2300 km
- Techo de vuelo: 8000 m

### Armamento
- Ametralladoras: 4× Diferentes modelos según país
- Bombas: 4 x 50 kg
- Otros: Torpedo 800 kg